# Michael Hassell
Michael Patrick Hassell (né le 2 août 1942) est un biologiste britannique, connu pour ses travaux sur l'écologie des populations, en particulier chez les insectes. Il est professeur à l'Imperial College de Londres.

## Biographie
Hassell est né à Tel-Aviv, le fils d'Albert et Ruth Hassell et fait ses études à Whitgift School, Croydon. Il étudie la zoologie à l'Université de Cambridge et obtient son doctorat à l'Université d'Oxford en 1967. Il travaille ensuite comme chercheur à l'Université de Californie à Berkeley et à Oxford. Hassell rejoint l'Imperial College de Londres en 1970 en tant que chargé de cours. Il devient lecteur en 1975 et est nommé professeur d'écologie des insectes en 1979. Hassell devient doyen du campus de l'Imperial College à Silwood Park en 1988 et chef du département de biologie et de biochimie en 1993. Il est nommé premier directeur de la Faculté des sciences de la vie en 2001.
Hassell travaille sur l'écologie des populations d'insectes en utilisant des modèles mathématiques ainsi que des travaux sur le terrain et en laboratoire pour étudier la dynamique des populations d'insectes, en particulier les interactions insecte hôte - parasitoïde.
Hassell est élu membre de la Royal Society en 1987. Il siège à son conseil de 1994 à 1996. Hassell est également membre de l'Academia Europaea, administrateur du Natural History Museum, membre du Natural Environment Research Council et membre du conseil de la Société zoologique de Londres. Il est président de la Royal Entomological Society de 2016 à 2018 et ancien président de la British Ecological Society.
Hassell devient Commandeur de l'Ordre de l'Empire britannique en 2002 dans les honneurs de l'anniversaire de la reine. Il reçoit une médaille du président de la British Ecological Society .
Il se marie deux fois; d'abord en 1966 à Glynis M. Everett et ensuite en 1982 à Victoria A Taylor. Il a trois fils et une fille .